# خاویر (نام خانوادگی)
خاویر ممکن است به یکی از موارد زیر اشاره داشته باشد:
- آرلن خاویر
- کلیتون خاویر
- فرانسیسکو خاویر
- نلسون خاویر